# Вонд
Вонд — река в России, протекает в Макарьевском районе Костромской области. Устье реки находится в 17 км по левому берегу реки Белый Лух. Длина реки составляет 16 км, площадь водосборного бассейна — 95,4 км².
Исток реки находится у нежилого с 1984 года посёлка Вонд и одноимённой ж/д станции на недействующей лесовозной узкоколейной железной дороге от посёлка Первомайка. Река течёт на север, притоки — Елевик, Березовка, Верхняя Крутенка, Нижняя Крутенка (правые). Течение реки проходит по ненаселённому лесному массиву. Впадает в Белый Лух у нежилого посёлка Дуплянь.

## Данные водного реестра
По данным государственного водного реестра России относится к Верхневолжскому бассейновому округу, водохозяйственный участок реки — Унжа от истока и до устья, речной подбассейн реки — Бассей притоков Волги ниже Рыбинского водохранилища до впадения Оки. Речной бассейн реки — (Верхняя) Волга до Куйбышевского водохранилища (без бассейна Оки).